# Jyske mesterskab 1942-43 (fodbold)

Det jyske mesterskab i fodbold 1942-43 var den 45. udgave af turneringen om det jyske mesterskab i fodbold for herrer organiseret af Jydsk Boldspil-Union. Turneringen blev vundet af Horsens fS for første gang.
Horsens besejrede Esbjerg fB og AGF i henholdsvis semifinalen og finalen. Både Esbjerg fB og AGF havde ellers tidligere på sæsonen spillet sig frem til semifinalerne i Danmarksturneringen 1942-43.

 Slutspillet om det jyske mesterskab bestod af de to finalister i JBUs Mesterrække, Herning Fremad og Horsens fS, samt de to bedst placerede jyske hold i Danmarksturneringen, Esbjerg fB og AGF.

## JBUs Mesterskabsrække
JBUs Mesterrække bestod af 18 hold inddelt i fire kredse. I hver kreds spillede holdene to hjemme- og to udekampe mod hinanden. Kredsvinderne gik videre til semifinalerne i slutspillet om Mesterrækken.
Nedrykning fra JBU’s mesterrække blev afgjort i et slutspil mellem det dårligst placerede hold fra hver af de fire kredse.

### Kreds 1
| Pos | Hold            | K  | V | U | T | M+ | M- | MR    | P  | Kvalifikation eller nedrykning |
| --- | --------------- | -- | - | - | - | -- | -- | ----- | -- | ------------------------------ |
| 1   | AaB II          | 12 | 5 | 4 | 3 | 25 | 20 | 1,250 | 14 | Kvalifikation til semifinaler  |
| 2   | Aalborg Freja   | 12 | 5 | 2 | 5 | 30 | 32 | 0,938 | 12 |                                |
| 3   | Brønderslev IF  | 12 | 3 | 6 | 3 | 25 | 25 | 1,000 | 12 |                                |
| 4   | Hjørring IF (O) | 12 | 3 | 4 | 5 | 19 | 22 | 0,864 | 10 | Nedrykningsslutspil            |

### Kreds 2
| Pos | Hold           | K  | V  | U | T  | M+ | M- | MR    | P  | Kvalifikation eller nedrykning |
| --- | -------------- | -- | -- | - | -- | -- | -- | ----- | -- | ------------------------------ |
| 1   | Herning Fremad | 16 | 11 | 4 | 1  | 58 | 15 | 3,867 | 26 | Kvalifikation til semifinaler  |
| 2   | Viborg FF      | 16 | 8  | 3 | 5  | 43 | 27 | 1,593 | 19 |                                |
| 3   | Holstebro BK   | 10 | 7  | 1 | 2  | 27 | 33 | 0,818 | 15 |                                |
| 4   | Skive IK       | 10 | 3  | 0 | 7  | 34 | 31 | 1,097 | 6  |                                |
| 5   | Ikast fS       | 16 | 2  | 0 | 14 | 12 | 68 | 0,176 | 4  | Nedrykningsslutspil            |

### Kreds 3
| Pos | Hold             | K  | V  | U | T  | M+ | M- | MR    | P  | Kvalifikation eller nedrykning |
| --- | ---------------- | -- | -- | - | -- | -- | -- | ----- | -- | ------------------------------ |
| 1   | Horsens fS       | 16 | 15 | 0 | 1  | 82 | 19 | 4,316 | 30 | Kvalifikation til semifinaler  |
| 2   | Silkeborg IF (O) | 16 | 9  | 0 | 7  | 51 | 40 | 1,275 | 18 |                                |
| 3   | Grenaa IF        | 16 | 6  | 1 | 9  | 36 | 53 | 0,679 | 13 |                                |
| 4   | AIA (N)          | 16 | 5  | 3 | 8  | 35 | 55 | 0,636 | 13 |                                |
| 5   | AGF II           | 16 | 2  | 2 | 12 | 28 | 64 | 0,438 | 6  | Nedrykningsslutspil            |

### Kreds 4
Esbjerg FC trak sig før turneringens start, og blev erstattet af Vejle B II.

| Pos | Hold           | K  | V | U | T | M+ | M- | MR    | P  | Kvalifikation eller nedrykning |
| --- | -------------- | -- | - | - | - | -- | -- | ----- | -- | ------------------------------ |
| 1   | Vejle B II (O) | 12 | 8 | 2 | 2 | 45 | 21 | 2,143 | 18 | Kvalifikation til semifinaler  |
| 2   | Kolding IF     | 12 | 8 | 1 | 3 | 38 | 17 | 2,235 | 17 |                                |
| 3   | Haderslev FK   | 12 | 4 | 1 | 7 | 27 | 46 | 0,587 | 9  |                                |
| 4   | Kolding B      | 12 | 1 | 2 | 9 | 23 | 49 | 0,469 | 4  | Nedrykningsslutspil            |

### JBU Mesterrækken nedrykningsslutspil
| 20. juni 1943 14:30 |

| Hjørring IF                                | 2 - 3   | AGF II                                     |
| ------------------------------------------ | ------- | ------------------------------------------ |
| Gunnar Jacobsen 35' · Osvald Hermansen 47' | (1 - 2) | Per Knudsen 6' 55' · Gunnar Jacobsen 44' · |

| Aalborg Stadion, Aalborg |

|  |

| Kolding B | 3 - 1 e.f.s.     | Ikast FS |
| --------- | ---------------- | -------- |
|           | Ord. kamp: 1 - 1 |          |

| Viborg Stadion, Viborg |

Hjørring IF og Ikast FS rykkede ud af JBUs Mesterrække.

### JBU Mesterrækken semifinaler
| maj 1943 |

| Herning Fremad | 4 - 0 | Vejle B II |
| -------------- | ----- | ---------- |
|                |       |            |

| Herning Stadion, Herning |

| 23. maj 1943 |

| Horsens fS                            | 3 - 0   | AaB II |
| ------------------------------------- | ------- | ------ |
| Laurits Andersen · ?? · Thomas Madsen | (1 - 0) |        |

| Horsens Idrætspark, Horsens Tilskuere: 1.000 |

### JBU Mesterrækken finale
| 30. maj 1943 |

| Herning Fremad   | 3 - 2 | Horsens fS |
| ---------------- | ----- | ---------- |
| Christian Nissen |       |            |

| Silkeborg stadion, Silkeborg Tilskuere: 6.000 |

Vinderen af JBUs Mesterrække, Herning Fremad, spillede  kvalifikation til Danmarksturneringen 1943-44.

## Slutspil

### Semifinaler
| 10. juni 1943 |

| Horsens fS                                                        | 3 - 0   | Esbjerg fB |
| ----------------------------------------------------------------- | ------- | ---------- |
| Christian Rosenkold 5' · Laurits Andersen 11' · Thomas Madsen 85' | (2 - 0) |            |

| Kolding Stadion, Kolding Tilskuere: 1.800 |

| 10. juni 1943 |

| AGF                                | 2 - 0   | Herning Fremad |
| ---------------------------------- | ------- | -------------- |
| Orla Bech 34' · Claes Pedersen 36' | (2 - 0) |                |

| Aarhus Stadion, Aarhus Tilskuere: 2.200 |

### Finale
| 27. juni 1943 14:00 |

| Horsens fS                                                 | 4 - 2   | AGF                                     |
| ---------------------------------------------------------- | ------- | --------------------------------------- |
| Kaj Skov 5' · Laurits Andersen 36' · Thomas Madsen 59' 60' | (2 - 0) | Claes Pedersen 70' · Svend Harder 83' · |

| Skanderborg Stadion, Skanderborg Tilskuere: 3.000 Dommer: Peter Poulsen, Skanderborg |